# Olympische Jugend-Sommerspiele 2010/Teilnehmer (Britische Jungferninseln)
| Gelbes Symbol für Goldmedaillen mit stilisierten Olympischen Ringen | Graues Symbol für Silbermedaillen mit stilisierten Olympischen Ringen | Braundes Symbol für Bronzemedaillen mit stilisierten Olympischen Ringen |
| ------------------------------------------------------------------- | --------------------------------------------------------------------- | ----------------------------------------------------------------------- |
| —                                                                   | —                                                                     | —                                                                       |

Die Jugend-Olympiamannschaft der Britischen Jungferninseln für die I. Olympischen Jugend-Sommerspiele vom 14. bis 26. August 2010 in Singapur bestand aus drei Athleten. Sie konnten keine Medaille gewinnen.

## Athleten nach Sportarten

### Leichtathletik
| Mädchen - Darnetia Robinson 100 m: 7. Platz - Tarikah Warner 400 m Hürden: 15. Platz | Jungen - J’maal Alexander 200 m: 16. Platz |